# Williams FW26
A Williams FW26 egy Formula–1-es versenyautó, amelyet a Williams csapat épített és versenyeztetett a 2004-es Formula–1 világbajnokság során. Pilótái ebben az évben is Juan Pablo Montoya és Ralf Schumacher voltak - utóbbit két versenyen Marc Gené, négyen pedig Antonio Pizzonia helyettesítette.

## Áttekintés
Az előző évben a Williams csapat ígéretes teljesítményt nyújtott, és titkos bajnoki esélyesként tartották őket számon. Hogy ezt a jó formát átmentsék, a tervezési munka során forradalmi újításokat vezettek be. Ezek egyike volt a vizuálisan legfeltűnőbb "rozmárorr": az orrkúp viszonylag rövid, annak két oldaláról ível előre a két tartóelem, amelyek az első szárnyat tartják. Ezek között, a szárnyon kapott helyet az autó rajtszáma. A kivitelezés célja az volt, hogy minél több levegőt juttassanak az autó alá, jó leszorítóerőt garantálva. Emellett dupla tartókaros első felfüggesztést alkalmaztak, amit a McLaren és a Jordan alkalmazott még abban az időben.
A szezon előtti teszteken Montoya rendre a legjobb időket autózta, így világbajnoki esélyesként kiáltották ki őt. Ehhez képest az autó beállításaival problémák merültek fel, a teljesítmény pedig hullámzó volt: se Montoya, se Schumacher nem találtak rá a tökéletes vezethetőségre. A Ferrari totálisan dominált abban az évben, ráadásul a Renault és a BAR is jobb konstrukciót épített náluk, így a Williams számára nem maradt más lehetőség, mint a középmezőny legjobb csapatának lenni.
Kanadában hiába értek el második és ötöik helyezést, utóbb diszkvalifikálták őket, mert szabálytalan fékeket használtak. Az amerikai nagydíjon Schumacher hatalmas balesetet szenvedett, így hat futamot ki kellett hagynia. Helyettesei, Gené és Pizzonia nem tudtak megbarátkozni az autóval, így Montoyára maradt, hogy megvédje a csapat becsületét. Őt egyébként az amerikai nagydíjon diszkvalifikálták, mert az autója nem indult el a rajtrácson, ezért a boxutcába rohant, hogy a tartalék autóba üljön. Azzal el is indult a boxutcából, de a versenyirányítás szerint túl későn váltott autót, ami szabálytalan volt. A magyar nagydíjon visszatértek egy hagyományosabb orrkialakításhoz, ez valamicskét javított a teljesítményen. Olaszországban Montoya megfutotta az akkori mindenkori leggyorsabb kört a prekvalifikáció alatt, de ezt nem jegyzik, mert nem versenykörülmények közt történt. A csapat egyetlen győzelmét Montoyával szerezte a szezonzáró brazil nagydíjon, és 2012-ig ez volt a csapat utolsó győzelme.
A szezon végén mindkét pilótájuk távozott, és ez volt az utolsó autójuk 2019-ig, amelynek fejlesztésénél Patrick Head is jelen volt.

## Eredmények
| Év   | Csapat   | Motor       | Gumik | Pilóták            | 1   | 2   | 3   | 4   | 5   | 6   | 7   | 8   | 9   | 10  | 11  | 12  | 13  | 14  | 15  | 16  | 17  | 18  | Pontok | Helyezés |
| ---- | -------- | ----------- | ----- | ------------------ | --- | --- | --- | --- | --- | --- | --- | --- | --- | --- | --- | --- | --- | --- | --- | --- | --- | --- | ------ | -------- |
| 2004 | Williams | BMW P84 V10 | M     |                    | AUS | MAL | BHR | SMR | ESP | MON | EUR | CAN | USA | FRA | GBR | GER | HUN | BEL | ITA | CHN | JPN | BRA | 88     | 4.       |
| 2004 | Williams | BMW P84 V10 | M     | Juan Pablo Montoya | 5   | 2   | 13  | 3   | KI  | 4   | 8   | DSQ | DSQ | 8   | 5   | 5   | 4   | KI  | 5   | 5   | 7   | 1   | 88     | 4.       |
| 2004 | Williams | BMW P84 V10 | M     | Ralf Schumacher    | 4   | KI  | 7   | 7   | 6   | 10  | KI  | DSQ | KI  |     |     |     |     |     |     | KI  | 2   | 5   | 88     | 4.       |
| 2004 | Williams | BMW P84 V10 | M     | Marc Gené          |     |     |     |     |     |     |     |     |     | 10  | 12  |     |     |     |     |     |     |     | 88     | 4.       |
| 2004 | Williams | BMW P84 V10 | M     | Antônio Pizzonia   |     |     |     |     |     |     |     |     |     |     |     | 7   | 7   | KI  | 7   |     |     |     | 88     | 4.       |